# Harold Alden
Harold Lee Alden (Chicago, 10 januari 1890  - Charlottesville, 3 februari 1964) was een Amerikaans astronoom. 

## Biografie
Hij studeerde eerst aan het Wheaton College in 1912 om vervolgens zijn master te halen aan de Universiteit van Chicago in 1913. Hij behaalde zijn phD in 1917 aan de Universiteit van Virginia met als scriptietitel : Observations of long period variable stars at the Leander McCormick Observatory.  Hij werd in 1924 in Virginia professor maar ging al in 1925 naar de Yale-universiteit om daar hoofd van een observatorium te worden. Hij bleef 20 jaar in het observatorium in Johannesburg
In 1945 keerde Alden terug om tot professor Astronomie benoemd te worden in de Universiteit van Virginia. 
Op 30 juni 1960 ging hij met pensioen
Hij was getrouwd met Mildred en had drie kinderen en elf kleinkinderen. 

## Erkentelijkheid
De krater Alden op de Maan werd naar hem genoemd.